# Cohors III Asturum
Die Cohors III Asturum [civium Romanorum] [equitata] (deutsch 3. Kohorte der Asturer [der römischen Bürger] [teilberitten]) war eine römische Auxiliareinheit. Sie ist durch Militärdiplome und Inschriften belegt.

## Namensbestandteile
- Asturum: der Asturer. Die Soldaten der Kohorte wurden bei Aufstellung der Einheit aus dem Volk der Asturer auf dem Gebiet des conventus Asturum (mit der Hauptstadt Asturica Augusta) rekrutiert.[1]

- civium Romanorum: der römischen Bürger. Den Soldaten der Einheit war das römische Bürgerrecht zu einem bestimmten Zeitpunkt verliehen worden. Für Soldaten, die nach diesem Zeitpunkt in die Einheit aufgenommen wurden, galt dies aber nicht. Sie erhielten das römische Bürgerrecht erst mit ihrem ehrenvollen Abschied (Honesta missio) nach 25 Dienstjahren. Der Zusatz kommt in Militärdiplomen von 104 bis 156/157 sowie in der Inschrift (CIL 11, 4371) vor.

- equitata: teilberitten. Die Einheit war ein gemischter Verband aus Infanterie und Kavallerie. Der Zusatz kommt in der Inschrift (CIL 11, 4371) vor.

- pia fidelis: loyal und treu. Der Zusatz kommt in dem Diplom (CIL 16, 182) vor.[2][A 1]

Da es keine Hinweise auf den Namenszusatz milliaria (1000 Mann) gibt, war die Einheit eine Cohors (quingenaria) equitata. Die Sollstärke der Kohorte lag bei 600 Mann (480 Mann Infanterie und 120 Reiter), bestehend aus 6 Centurien Infanterie mit jeweils 80 Mann sowie 4 Turmae Kavallerie mit jeweils 30 Reitern.

## Geschichte
Die Kohorte war in der Provinz Mauretania Tingitana stationiert. Sie ist auf Militärdiplomen für die Jahre 104 bis 156/157 n. Chr. aufgeführt.
Der erste Nachweis der Einheit in Mauretania Tingitana beruht auf einem Diplom, das auf 104 datiert ist. In dem Diplom wird die Kohorte als Teil der Truppen aufgeführt (siehe Römische Streitkräfte in Mauretania), die in der Provinz stationiert waren. Weitere Diplome, die auf 106 bis 157 datiert sind, belegen die Einheit in derselben Provinz.
Letztmals erwähnt wird die Einheit in der Notitia dignitatum mit der Bezeichnung Cohors tertiae Asturum für den Standort Tabernas. Sie war unter der Leitung eines Tribuns Teil der Truppen, die dem Oberkommando des Comes Tingitaniae unterstanden.

## Standorte
Standorte der Kohorte in Mauretania Tingitana waren:
- Tabernas: Die Einheit wird in der Notitia dignitatum für diesen Standort aufgeführt.

## Angehörige der Kohorte
Folgende Angehörige der Kohorte sind bekannt.

### Kommandeure
| - Sex(tus) Ticiasenus Allianus, ein Präfekt (CIL 11, 4371) | - T(itus) Flavius []: er wird auf einem Diplom von 153 (ZPE-217-195) als Kommandeur genannt. |

### Sonstige
| - [?], möglicherweise ein Reiter: ein Diplom von 153 (ZPE-217-195) wurde für ihn ausgestellt. - Latiurus (AE 1934, 45) | - M(arcus) Sen[] Victo[r] (AE 1934, 45) |